# Ixtahuata
Ixtahuata är en ort i Mexiko.   Den ligger i kommunen Cuetzalan del Progreso och delstaten Puebla, i den sydöstra delen av landet, 180 km öster om huvudstaden Mexico City. Ixtahuata ligger 773 meter över havet och antalet invånare är 517.
Terrängen runt Ixtahuata är huvudsakligen kuperad, men västerut är den bergig. Terrängen runt Ixtahuata sluttar norrut. Runt Ixtahuata är det ganska tätbefolkat, med 179 invånare per kvadratkilometer. Närmaste större samhälle är Ciudad de Cuetzalan, 1,5 km väster om Ixtahuata. I omgivningarna runt Ixtahuata växer i huvudsak städsegrön lövskog.